# Arnold Christoph von Waldow
Arnold Christoph von Waldow, auch von Waldau, (* 15. April 1672 in Stolzenfelde, Neumark; † 3. April 1743 in Breslau) war Erbherr auf Hammer und Költschen, Generalleutnant, Gouverneur von Breslau und Ritter des schwarzen Adlerordens.
Er war der Sohn des brandenburgischen Rittmeisters Christian Sigismund von Waldow (1650–1707) und Katharina von Sydow (1651–1702). Auch sein Bruder Friedrich Siegmund von Waldow (1682–1743) war preußischer General.

## Leben
Er studierte zunächst 1690 in Frankfurt an der Oder und ging dann 1694 in preußische Dienst im Kürassierregiment Nr. 4. (Wreech). Er wurde am 5. Dezember 1702 zum Leutnant befördert und bei Höchstädt so schwer verwundet, dass er als Invalide ausscheiden musste. Danach wechselte er 1704 in mecklenburgische Dienste. 1709 kämpfte er in der Schlacht bei Malplaquet und 1715 war er an der Belagerung von Stralsund beteiligt, sowie an der Landung auf Rügen.
1719 war er Oberst eines Kavallerieregiments im Gefecht bei Walsmühlen, wo er leicht verletzt wurde. Um 1723 ging er bis zum Jahre 1728 auf seine Güter, dann aber wieder in preußische Dienste als Chef des Kürassierregiments Nr. 12 (Winterfeld). Am 26. Juli 1731 wurde er Generalmajor und Drost von Orsoy. Er genoss das besondere Vertrauen von König Wilhelm I., den er 1738 auf dessen Reise nach Holland begleitete. 1740 wurde er Generalleutnant und am 19. Juli 1741 Ritter des Schwarzen Adlerordens.
Er kommandierte am 17. Mai 1742 in der Schlacht bei Chotusitz 20 Schwadronen am linken Flügel, wobei er eine schwere Verletzung am Kopf erhielt. Er starb als Gouverneur von Breslau infolge der bei Chotusitz erhaltenen Wunde am 3. April 1743. Er wurde dort in der Kirche der elftausend Jungfrauen beerdigt.

## Familie
Er war mit Elisabeth von Parsenow († 31. August 1744) verheiratet. Sein Sohn Karl Ludwig (* 1721; † 1754 in Meichen) war mit Henriette Albertine von Trenck (1728–1760) verheiratet, der Schwester des berühmten Abenteurers und Schriftstellers Friedrich von der Trenck.
Die Tochter Katharina Charlotte (* 1710; † 21. Februar 1769) heiratete 1738 Ludwig Ewald von Rohr (1711–?).